# Der Duke-Lacrosse-Fall
Der Duke-Lacrosse-Fall war ein medial vielbeachteter Kriminalfall im Jahr 2006 in Durham, North Carolina, USA. Dabei wurden drei Mitglieder des Lacrosse-Teams der Duke University fälschlicherweise der Vergewaltigung beschuldigt. Die Anschuldigungen erhob Crystal Mangum, eine Studentin der North Carolina Central University und Teilzeit-Stripperin. Sie behauptete, dass die Vergewaltigung auf einer Party stattgefunden habe, die vom Lacrosse-Team veranstaltet wurde.
Die Untersuchung des Falls und dessen Klärung führten zu einer breiten öffentlichen Diskussion über Rassismus, sexuelle Gewalt, Medienvoreingenommenheit und rechtsstaatliche Verfahren an Universitäten. Der leitende Staatsanwalt des Durham County, Mike Nifong, trat letztendlich zurück, wurde wegen Beweisunterdrückung des Fehlverhaltens im Amt für schuldig befunden, verlor seine Anwaltszulassung und wurde kurzzeitig inhaftiert.
Am 11. April 2007 wurden alle Anklagen von Generalstaatsanwalt Roy Cooper fallengelassen, und die drei Lacrosse-Spieler wurden für „unschuldig“ erklärt und als Opfer einer „tragischen voreiligen Beschuldigung“ anerkannt.
Die Untersuchung ergab mehrere Unstimmigkeiten in den Aussagen von Mangum sowie den Alibis von Seligmann und Finnerty, was durch forensische Beweise unterstützt wurde. Die Polizei von Durham wurde stark kritisiert, weil sie Nifong erlaubte, de facto die Ermittlungen zu leiten, und weil sie ein unzuverlässiges Identifizierungsverfahren nur mit Verdächtigen bei Mangum anwandte. Zudem wurden auch die Verfolgung des Falles trotz erheblicher Diskrepanzen in den Notizen von Ermittler Benjamin Himan und Sgt. Mark Gottlieb sowie die Verbreitung eines Plakats, das die Schuld der Verdächtigen bereits vor deren Verurteilung suggerierte, stark beanstandet.
Seligmann, Finnerty und Evans reichten eine zivilrechtliche Klage gegen die Duke University ein, die beigelegt wurde. Die Universität zahlte jedem Kläger etwa 20 Millionen US-Dollar. Die Kläger erhoben zudem weitere nicht spezifizierte Schadensersatzansprüche und setzten sich in einer Bundesklage gegen die Stadt Durham und ihre Polizeibehörde für Reformen im Bereich des Strafrechts ein.
Erst Ende 2024 gestand die inzwischen wegen Mordes einsitzende Crystal Mangum, die Vergewaltigungsvorwürfe seinerzeit erfunden und die Ermittler belogen zu haben.

## Popkultur
- Zenovich, Marina, director. "Fantastic Lies." ESPN Films, 2016.